# معلولیت و سلامت زنان
زنان دارای معلولیت، مانند سایر زنان دارای مشکلات سلامتی، نیاز به غربالگری‌های معمول مانند سرطان پستان و سرطان دهانه رحم دارند. زنان مبتلا به اختلال حرکتی اغلب به دلیل کمبود تجهیزات در دسترس، آزمایش‌های اولیه مانند پایش وزن را انجام نمی‌دهند.
زنان دارای معلولیت، به‌ویژه افرادی که به گروه‌های اقلیت تعلق دارند یا در محیط‌های روستایی زندگی می‌کنند، اغلب از نظر نیازهای مراقبت‌های بهداشتی تحت مراقبت قرار می‌گیرند. علاوه بر این، زنان دارای معلولیت بیشتر در فقر زندگی می‌کنند که آنها را در معرض خطر بیشتری برای سلامتی قرار می‌دهد. به‌طور کلی، به دلیل عدم ارتباط اجتماعی که بسیاری از زنان معلول تجربه می‌کنند، اغلب از منابع حمایتی که می‌تواند شامل ارائه‌دهندگان مراقبت سلامت باشد، منتفع نمی‌شوند. در برزیل، زنان دارای معلولیت نیز به دلایل مختلف، از جمله نگرش‌های فرهنگی و هزینه، کمتر به دنبال مراقبت‌های بهداشتی زنان هستند.
ماده ۱۲ کنوانسیون سازمان ملل متحد از بین بردن همه اشکال تبعیض علیه زنان، حمایت از زنان در برابر تبعیض جنسیتی را هنگام دریافت خدمات بهداشتی و حق زنان از مقررات خاص مراقبت‌های بهداشتی مرتبط با جنسیت را مشخص می‌کند. ماده ۲۵ کنوانسیون حقوق افراد دارای ناتوانی تصریح می‌کند که «افراد دارای معلولیت حق دارند بدون تبعیض بر اساس معلولیت از بالاترین استانداردهای سلامتی قابل دستیابی برخوردار شوند».
از آنجایی که به‌طور سنتی از مردان برای مدل‌سازی و آزمایش درمان‌های بهداشتی استفاده می‌شد، رویکردهای خدمات بهداشتی، مانند فیزیوتراپی، به‌درستی با نیازهای زنان ناتوان هماهنگ نبوده‌است. پس از دهه ۱۹۹۰ بود که مسائل مربوط به سلامت زنان در ایالات متحده به‌طور عمیق مورد مطالعه قرار گرفت. علاوه بر این، تحقیق در مورد مسائل بهداشتی زنان دارای معلولیت نیز مورد مطالعه قرار نگرفته‌است. از اوایل دهه ۲۰۰۰، مطالعه در مورد مسائل بهداشتی برای افراد دارای معلولیت در ایالات متحده شروع شد. اولین مطالعه بلندمدت شامل تجربیات زنان دارای معلولیت و خدمات زنان و زایمان در سال ۲۰۰۱ منتشر شد.
هنگامی که زنان ناتوان برای هر چیزی غیر از آسیب (های) اصلی خود نیاز به دسترسی به خدمات معمول دارند، می‌توانند توسط ارائه دهندگان مراقبت‌های بهداشتی به عنوان «بیماران مشکل ساز» تلقی شوند. زنان دارای معلولیت گزارش کرده‌اند که ابتدا از دیدگاه ناتوانی و در مرحله دوم به عنوان یک فرد محتاج مراقبت‌های بهداشتی دیده می‌شوند. یک زن مبتلا به فلج مغزی گزارش داد که توسط پزشکش دریافته بود که هر نگرانی سلامتی، از جمله دندان درد، به دلیل فلج مغزی او بود. برعکس، یک گزارش در سال ۲۰۰۳ نشان داد که نه تنها ارائه دهندگان مراقبت‌های بهداشتی به‌طور کلی نگرش مثبتی نسبت به افراد دارای معلولیت جسمی در عربستان سعودی بدون توجه به جنسیت دارند و به این موضوع اشاره می‌کند که اکثر متخصصان مراقبت‌های بهداشتی در سراسر جهان نگرش مثبتی دارند.
در کشورهایی با تفکیک جنسیتی شدید، مانند عربستان سعودی، زنان باید از کلینیک‌های مختص زنان استفاده کنند، که بسیاری از آنها برای افراد دارای معلولیت جسمی دسترسی مناسبی ندارند.

## سلامت جنسی و پیشگیری از بارداری
زنان، از جمله زنان جوان دارای معلولیت، به دلایل مختلف از داروهای ضدبارداری استفاده می‌کنند. این موارد شامل پیشگیری از بارداری، سرکوب قاعدگی یا به دلیل استفاده از داروهای تراتوژنیک است.[۱۸] زنان دارای ناتوانی ذهنی (ID) بیشتر احتمال دارد از داروهای ضدبارداری استفاده کنند یا حتی برای مدیریت قاعدگی درخواست هیسترکتومی کنند. انواع مختلفی از پیشگیری از بارداری برای زنان دارای معلولیت در دسترس است، با این حال، تجویز نوع خاصی از پیشگیری از بارداری تا حد زیادی به نوع ناتوانی یک زن و انواع عوارض جانبی مرتبط با روش پیشگیری بستگی دارد.
چرخه‌های قاعدگی گاهی تحت تأثیر انواع مختلف ناتوانی‌ها قرار می‌گیرند. علاوه بر این، زنانی که در اواخر عمر ناتوان می‌شوند، گاهی دچار اختلالات قاعدگی زودگذر می‌شوند.
متخصصان مراقبت‌های بهداشتی کمتر احتمال دارد که زنان دارای معلولیت را برای غربالگری‌های مختلف زنان معرفی کنند. این یک مانع نگرشی است که می‌تواند ناشی از ناآشنایی ارائه‌دهنده مراقبت‌های بهداشتی با معلولیت باشد یا به این دلیل باشد که آنها تصور می‌کنند زنان دارای معلولیت طبیعت بی‌جنس‌گرا هستند. زنان دارای معلولیت کمتر از زنان بدون معلولیت، آزمایش پاپ اسمیر توصیه شده را دریافت می‌کنند. زنانی که دارای آسیب طناب نخاعی در بالای مهره T6 هستند ممکن است در طول معاینه لگن دچار دیس رفلکسی خودکار شوند که می‌تواند تهدید کننده زندگی باشد. به زنان مبتلا به ناتوانی ذهنی کمتر احتمال دارد که آزمایش پاپ اسمیر داده شود زیرا این فرایند ممکن است برای بیمار ناراحت‌کننده باشد.
اگر جدول معاینه را نتوان پایین آورد، زنان دارای ناتوانی جسمی ممکن است نتوانند آزمایش پاپ اسمیر را انجام دهند. تعدادی از روش‌های معاینه جایگزین وجود دارد که می‌توان از آنها استفاده کرد، از جمله وضعیت زانو-سینه، وضعیت الماسی شکل، وضعیت M شکل و وضعیت V شکل. جدول ولنر، طراحی شده توسط متخصص زنان و زایمان آمریکایی و فعال حقوق معلولان، ساندرا ولنر، یک جدول معاینه طراحی شده با طیف وسیع تری از تنظیمات و موقعیت‌ها برای تسهیل دسترس‌پذیری برای بیماران و پزشکان دارای معلولیت جسمی است. ولنر همچنین کتاب راهنما، راهنمای ولنر، برای مراقبت از زنان دارای معلولیت را گردآوری کرد. ولنر قبل از اتمام کتاب درگذشت، فلورانس هاسلتین آن را تکمیل کرد.
مطالعه ای که در سال ۱۹۸۹ انجام شد نشان داد که تنها ۱۹ درصد از زنان دارای ناتوانی جسمی در یک محیط پزشکی در مورد مسائل جنسی مشاوره شده بودند و به ندرت اطلاعاتی در مورد داروهای ضدبارداری به آنها ارائه می‌شد. زنان مبتلا به ناتوانی ذهنی اغلب آموزش در مورد سلامت جنسی و حتی توانایی یادگیری در مورد آن را به‌طور غیررسمی ندارند. علاوه بر این، ارائه دهندگان پزشکی آنها کمتر احتمال دارد که در مورد پیشگیری از بارداری با آنها صحبت کنند.
زنان در زیمبابوه، جایی که افراد دارای معلولیت اغلب به عنوان شهروندان درجه دوم رفتار می‌شوند، با موانع بیشتری در دسترسی به خدمات برای سلامت جنسی روبرو هستند.  هنگامی که سیاست ملی بهداشت باروری در سال ۲۰۰۶ اجرا شد، زنان دارای معلولیت عملاً نادیده گرفته شدند. زنان دارای معلولیت زیمبابوه با نگرش‌های منفی در مورد سلامت باروری خود مواجه بودند، به ویژه از سوی پرستاران زن که این ایده را بیان می‌کردند که «سکس برای معلولان نیست.»
به برخی از زنان ناتوان توصیه شده‌است که عقیم شوند یا سقط جنین انجام دهند، زیرا پزشکان احساس می‌کنند که برای مادر شدن مناسب نیستند. در ایالات متحده، یک پرونده دیوان عالی ایالات متحده آمریکا در سال ۱۹۲۷، عقیم سازی اجباری زنان دارای ناتوانی‌های ذهنی را مجاز دانست. در سنگاپور، قانون عقیم سازی داوطلبانه در سال ۱۹۷۰ به تصویب رسید و به هر همسر، والدین یا قیم افرادی که «مبتلا به هر نوع بیماری ارثی که مکرر، بیماری روانی، نقص روانی یا صرع است» اجازه می‌دهد رضایت عقیم سازی از طرف آنها را بدهد. در برزیل، بسیاری از ارائه دهندگان مراقبت‌های بهداشتی و افراد دارای معلولیت، عقیم سازی را تنها گزینه پیشگیری از بارداری می‌دانند.

## مراقبت‌های زایمان
یک مطالعه در سال ۱۹۹۶ در مورد زنان باردار دارای معلولیت نشان داد که بیش از ۵۰ درصد از بیمارستان‌ها در ایالات متحده به دلیل مشکلات دسترسی نمی‌توانند از زنان دارای ناتوانی جسمی پذیرایی کنند.
مطالعه‌ای که در مجله تحقیقات کاربردی در زمینه ناتوانی‌های ذهنی منتشر شد، نشان داد که زنان باردار و مادران مبتلا به ناتوانی ذهنی از همراه زائو (زنی که معمولاً بدون آموزش رسمی زنان و زایمان برای ارائه راهنمایی و حمایت از زن باردار در حین زایمان استخدام می‌شود) قبل و بعد از زایمان سود می‌برند. این رویکرد در تضاد با خدمات «بحران محور» است که اغلب به والدینی که دارای ناتوانی ذهنی هستند ارائه می‌شود. شرکت کنندگان در این مطالعه کوچک احساس کردند که رابطه ای قابل اعتماد با همراه زائو خود به دست آوردند و این به آنها کمک کرد هم در حین زایمان و هم بعد از آن آرام بمانند. زنان به دلیل اطلاعات و حمایتی که از همراه زائو خود دریافت می‌کردند، می‌توانستند انتخاب‌های بهتر و آگاهانه تری در مورد مراقبت از خود داشته باشند. در هلند، زنان دارای شناسنامه برای تبدیل شدن به والدین موفق حمایت می‌شوند.
در برنامه‌ریزی برای مراقبت از کودک پس از تولد، برخی از پزشکان بیش از حد برنامه‌ریزی می‌کنند و اختیار را از زنان دارای معلولیت می‌گیرند. ارائه دهندگان مراقبت‌های بهداشتی به جای کمک به مادر جدید یا کمک به سازگاری او، برای مردم برنامه‌ریزی می‌کنند تا کارهایی را برای مادر جدید انجام دهند.

## سلامت پستان
بسیاری از زنان دارای ناتوانی به‌طور منظم غربالگری سرطان پستان را دریافت نمی‌کنند یا به‌طور منظم به آنها ارجاع نمی‌شوند. زنان دارای برخی ناتوانی‌های جسمی ممکن است نیاز به ارجاع به مراکز ویژه ماموگرافی داشته باشند زیرا اکثر تجهیزات برای پذیرش زنانی که قادر به ایستادن نیستند طراحی نشده‌اند. برخی از زنان دارای معلولیت به دلیل نگرانی‌های مالی غربالگری سرطان سینه را انجام نمی‌دهند. اختلال افسردگی عمده نیز عارضه ای است که در انجام یا عدم انجام ماموگرافی سالانه زنان دارای معلولیت نقش دارد.

## سال‌های پیری
مدل سالخوردگی موفقیت‌آمیز اغلب شامل ایده مشکل ساز (و احتمالاً آبروگرایانه) رهایی از بیماری مزمن است. مطالعات محدودی که پیری موفق را در میان افراد دارای معلولیت بررسی می‌کنند، نشان می‌دهند که آن‌ها نیز می‌توانند با موفقیت پیر شوند، هرچند به شیوه‌ای تا حدودی متفاوت از افراد غیر معلول. احتمال ناتوانی در زنان مسن‌تر از زنان جوان‌تر بیشتر است. شایع‌ترین ناتوانی زنان مسن در سراسر جهان، آرتروز است. زنان مسن‌تری که دارای معلولیت‌هایی هستند که بر تحرک آن‌ها تأثیر می‌گذارد، در معرض خطر از دست دادن ارتباط با جوامع خود هستند و پیامدهای زندگی با کیفیت پایینی دارند.
زنان دارای ناتوانی جسمی در معرض خطر بیشتری برای داشتن تراکم استخوان کمتر و در معرض خطر پوکی استخوان قرار دارند. زنان مبتلا به ناتوانی ذهنی و سندرم داون اغلب در سنین پایین‌تری نسبت به سایر زنان یائسه می‌شوند.[۵۰] زنان با ناتوانی‌های مختلف گاهی علائم متفاوتی از کاهش سطح استروژن در دوران یائسگی نشان می‌دهند.
از دست دادن استروژن پس از یائسگی نیز می‌تواند منجر به احتمال بیشتر دچار بی‌اختیاری ادرار شود مداخلات درمانی برای بی‌اختیاری زنان دارای معلولیت آزمایش یا انجام نشده‌است.